# Wasmuth Verlag
Am 1. Februar 2024 hat die Wasmuth Verlag GmbH die Wasmuth & Zohlen Verlag UG übernommen, nachdem diese im Sommer 2023 Insolvenz angemeldet hatte. Damit übernimmt der neue Wasmuth Verlag das Verlagsprogramm, den Buchbestand sowie die Marken- und Namensrechte insbesondere am ursprünglichen Ernst Wasmuth Verlag. Dieser war 2018 insolvent gegangen und wurde 2019 vom Wasmuth & Zohlen Verlag übernommen. Der neue Wasmuth Verlag hat sich mit dem Ziel gegründet, die verlegerische Tradition des 1872 gegründeten Ernst Wasmuth Verlages wieder aufleben zu lassen und in die Zukunft zu führen. Der Verlag wird sich daher wieder auf die Themen Architektur, Städtebau, Archäologie, Kulturgeschichte, Kunst, Fotografie, und Design konzentrieren und vor dem Hintergrund der veränderten Medienlandschaft neben der Buchproduktion auch Veranstaltungen, Ausstellungen sowie Podcast in sein Programm aufnehmen.

## Geschichte

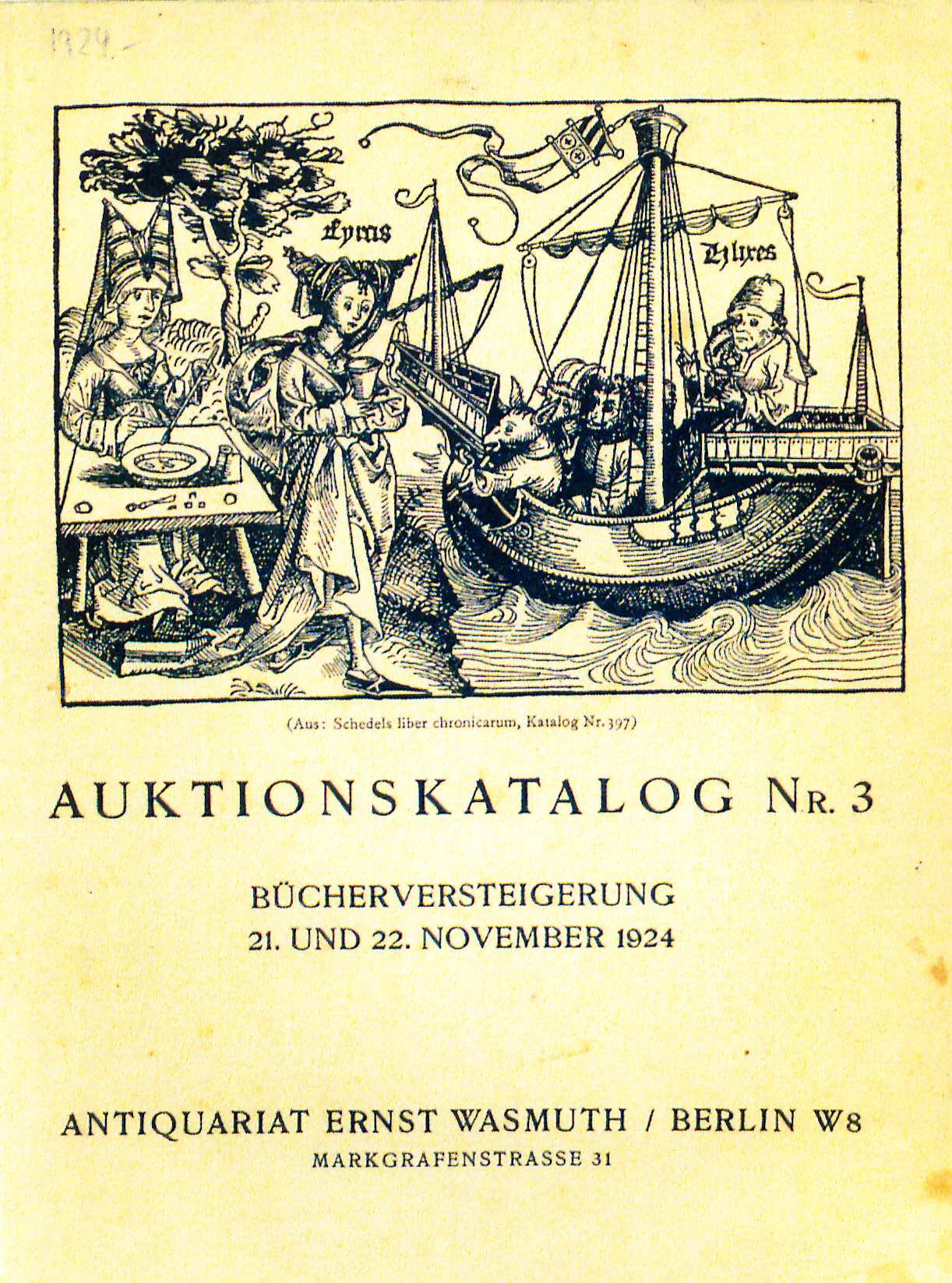
Auktionskatalog 1924

Am 1. Mai 1872 eröffnete Ernst Wasmuth (Regenthin 1845–1897) in Berlin eine Architekturbuchhandlung, die er schon bald um einen Fachverlag erweitern konnte. Der Architektur- und Kunstverlag Wasmuth veröffentlichte in der Folge einige Standardwerke, so unter anderem von Hermann Muthesius oder Frank Lloyd Wright. In dieser Zeit erschienen auch zwei Zeitschriften im Wasmuth Verlag, Der Städtebau und die Zeitschrift Architektur des XX. Jahrhunderts. 1875 trat Ernsts jüngerer Bruder Emil († 1894) in das Unternehmen ein.
Von 1905 bis 1928 wurde der Dehio, das Handbuch deutscher Kunstdenkmäler, herausgegeben. 1913 bis 1943 leitete Emil Wasmuths Sohn Günther den Verlag in Berlin. Günther Wasmuth gründete 1914 Wasmuths Monatshefte für Baukunst. In den Jahren 1919 bis 1926 arbeitete Günthers Bruder Ewald Wasmuth im Verlag mit. Dieser beendete die Verlagsarbeit zugunsten der eigenen Tätigkeiten als Philosoph und Übersetzer (u. a. Blaise Pascal). 
Die Machtergreifung Hitlers beraubte den Verlag zunehmend wichtiger, oft jüdischer Autoren und Freunde, bis Günther Wasmuth zuletzt selbst 1944 ins KZ Sachsenhausen eingeliefert wurde. Die Geschäftsräume in Berlin wurden durch mehrfache Luftangriffe gänzlich zerstört.
Nach 1945 gründete Günther Wasmuth († 1974) den Verlag in Tübingen neu, während Buchhandlung und Antiquariat Wasmuth in Berlin neu eröffnet wurden. In der Folge konzentrierte sich der Verlag wieder auf die Bereiche Architektur, Kunst und Archäologie, wobei nun neben wissenschaftlichen Arbeiten auch Bildbände hinzukamen.
Bis zu dessen Insolvenz 2018 leitete der Sohn von Günther Wasmuth, Ernst J. Wasmuth, seit 1990 den Verlag. In seine fast 30-jährige Wirkungszeit fallen wegweisende Publikationen zur zeitgenössischen Kunst und internationale Ko-Editionen sowie die Eröffnung zahlreicher Museumsbuchhandlungen in Berlin und Leipzig, womit er damit den Weg für "Museumsshops" in Deutschland bereitete. Um die Kulturmarke "Wasmuth" nicht aus dem aktiven Buchmarkt verschwinden zu lassen, entschloss sich der Unternehmer Bernhard Elias 2019, den Verlag aus der Insolvenz zu übernehmen und das traditionsreiche Verlagsprogramm fortzusetzen. Die dazu gegründete Wasmuth & Zohlen UG führte den Verlag und sein Nachkriegsarchiv von Tübingen an den verlagsgeschichtlich alten Standort Berlin zurück und konnte mit Hilfe der Mitgesellschafter Ernst J. Wasmuth und dem Berliner Architekturpublizist Gerwin Zohlen innerhalb kurzer Zeit über 30 neue Publikationen realisieren. Die Covid-Pandemie, insbesondere aber die wirtschaftlichen Auswirkungen des Russischen Überfalls auf die Ukraine seit 2022 beeinträchtigten die Verlagsgeschäfte massiv, so dass im Herbst 2023 erneut über das Vermögen der Wasmuth & Zohlen UG Insolvenz angemeldet werden musste. 

### Fretz & Wasmuth
Eine Nebenlinie des Verlags existierte ab 1928 in Zürich unter dem Firmennamen „Fretz & Wasmuth“. Der Verlag produzierte in der Nachkriegsära u. a. Bücher, die zu dieser Zeit in den Besatzungszonen bzw. in der BRD keine Verleger fanden, weil ihre Autoren (noch) diskreditiert waren. Dazu gehört z. B. die Autobiographie des Deutschnationalen Hans Bernd Gisevius, eines eifrigen Steigbügelhalters des NS-Unrechtsstaats, der nach eigenen Angaben später zum Widerstandsangehörigen wurde. Beides versprach nach 1945 keinen verlegerischen Erfolg in Westdeutschland; erst überarbeitete Neuauflagen ab 1961 schufen auch hier größere Leserkreise. Fretz & Wasmuth gehörte später zur NZZ und ging dann 1997 als Imprint im Scherz Verlag in Bern auf (2000 eingestellt, nach der Übernahme durch den S. Fischer Verlag 2003 gelöscht).

## Literatur

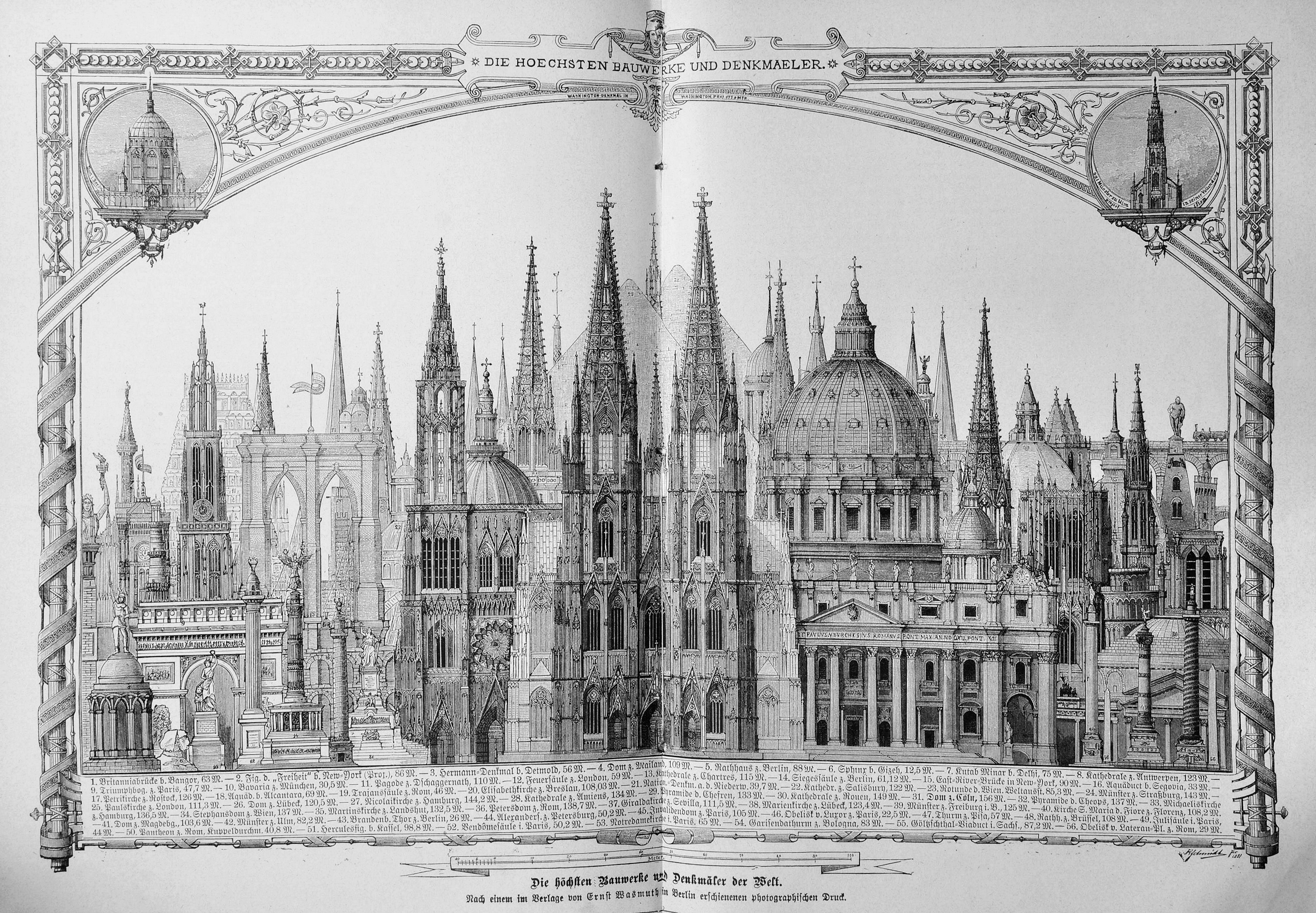
Die höchsten Bauwerke und Denkmäler der Welt. Nach einem im Verlag Ernst Wasmuth erschienenen photographischen Druck, in: Die Gartenlaube, 1882, Heft 40, S. 664.